# Ilona Osterkamp-Weber
Ilona Hilda Osterkamp-Weber (* 6. September 1976 in Norden) ist eine deutsche Politikerin der Partei Bündnis 90/Die Grünen. Sie war von 2019 bis 2023 Mitglied der Bremischen Bürgerschaft.

## Biografie

### Ausbildung und Beruf
Osterkamp-Weber absolvierte nach dem Abitur von 1997 ein Studium zur Diplom-Pflegewirtin. Sie ist stellvertretende Vorsitzende der Bremischen Schwesternschaft, Mitglied im Bremer Pflegerat und im Deutschen Pflegerat. Sie ist verheiratet.

### Politik
Osterkamp-Weber ist Mitglied der Grünen.
Bei der Bürgerschaftswahl in Bremen 2019 erhielt sie ein Mandat in der Bremischen Bürgerschaft.
 Sie war in der Bürgerschaft Mitglied der Staatlichen und Städtischen Deputationen für Gesundheit und Verbraucherschutz (Sprecherin) und der Deputation für Soziales, Jugend und Integration. Bei der Bürgerschaftswahl in Bremen 2023 erhielt sie kein Mandat mehr und schied aus der Bürgerschaft aus.